# 測深儀
測深儀（そくしんぎ）は、水深測量のための装置。

## 概要

音響測深の模式図。船底から海底に向けて音波を送信して海底で反射して戻ってくるまでの時間から水深を算出する

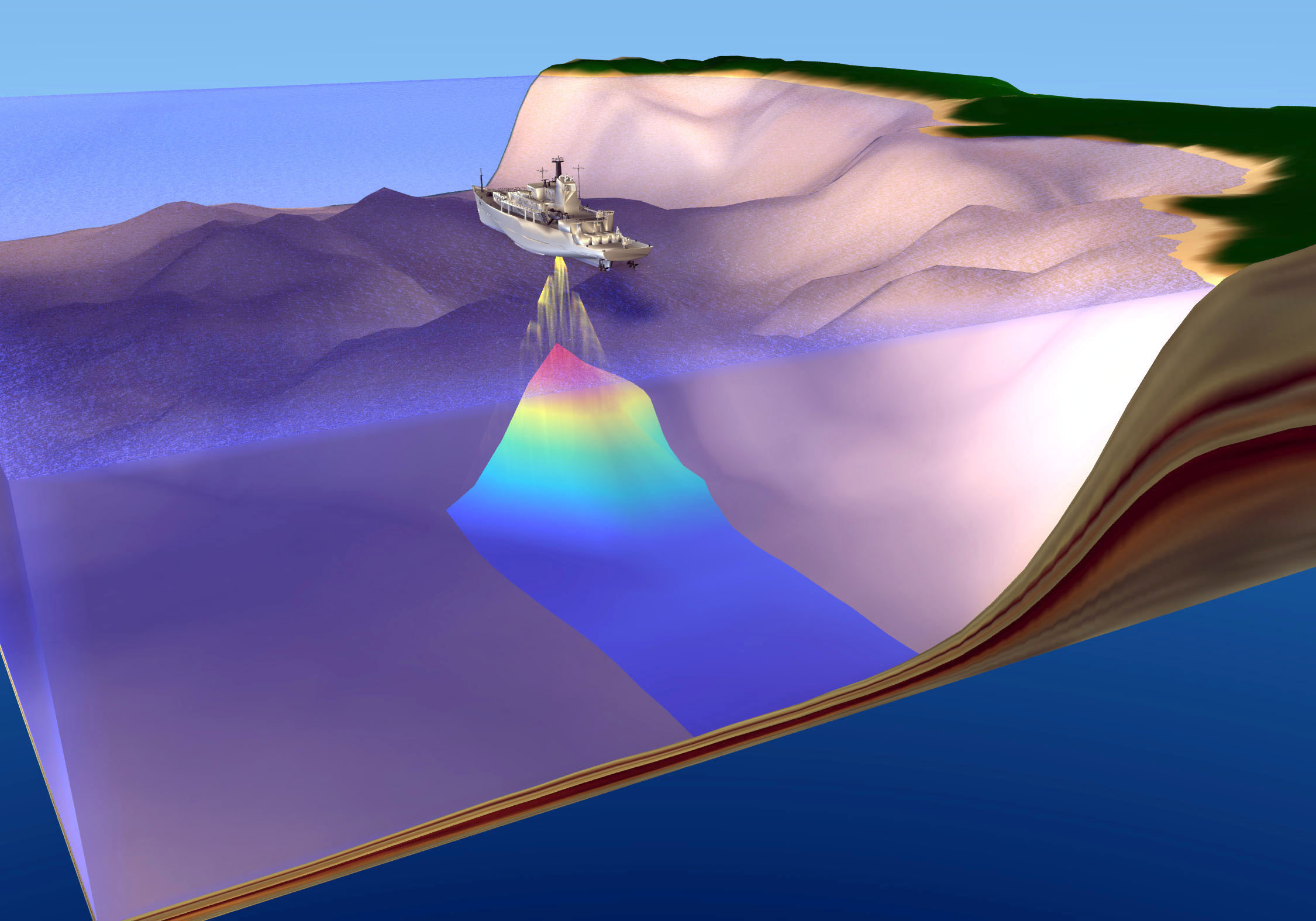
海底の地形を調査する様子

船舶の航行や停泊には、水深の確認は不可欠であり、古くからその測定が試みられてきた。古典的な手法としては、ロープの先に錘をつけた道具（手用測鉛、hand lead）を船から垂らして海底までの距離を測定する方法が採られてきたが、20世紀後半からは超音波を利用した音響測深機による測定が一般的となった。これは魚群探知機と作動原理が同じなので兼用になっている場合も多い。また近年では、複数のビームで同時に走査することで、海底地形を即座に等深線図として作図できるようにしたマルチビーム音響測深機（MBES）が主流となっている。
近年では水中レーザーを使用する機種もある。航空機に装置を搭載してのレーザー測深は既に広く実施されており、現行機種では浅い海域にしか適用できないという制約はあるが、逆に測量船が進入できない極浅海域でも測量可能であり、また高速の航空機を使用するので作業効率も向上するというメリットもある。

## 文献
- 茂在寅男『音響測深儀―附・魚群探知機』海文堂、1953年。
- 山本耕策『音響測深儀と魚群探知機』海文堂、1968年。
- 宍戸正昭、「水中超音波を用いた海洋計測技術」『計測と制御』 19巻 3号 1980年 p.348-356, doi:10.11499/sicejl1962.19.348
- 浅田昭, et al. "測深技術の現状." 海洋調査技術 15.1 (2003): 37-77, NAID 10021980210
- 畑中勝守, 畑中勝守, 和田雅昭, 上瀧實 ほか、「魚群探知機情報を活用した低コスト海底地形測深システムの開発 (PDF) 」 第60 回土木学会年次学術講演会概要集, 第 W 部門, pp521 522 (2005): 115.
- 中西正男, 「9,000 mより深い水深におけるマルチナロービーム音響測深機による測深の信頼性評価」『海洋調査技術』 23巻 1号 2011年 p.1_11-1_23, doi:10.11306/jsmst.23.1_11
- 半谷和祐、「SeaBeam3000深海用マルチビーム測深機 : 世界初のマルチビームから50年 (特集 活用が進むマルチビーム測深機)」『超音波 techno』 24.5 (2012): 50-54, NAID 40019448306